# 해방타운
《내가 나로 돌아가는 곳 - 해방타운》은 대한민국의 종합편성채널인 JTBC에서 매주 금요일에 방송되었던 예능 프로그램이다.

## 기획 의도
혼자만의 시간과 공간이 절실한 기혼 셀러브리티들이 그동안 잊고 지냈던, 결혼 전의 '나'로 돌아가는 모습을 그린 관찰 예능 프로그램이다.

## 방송 일정
| 방송 채널 | 방송 기간                          | 방송 시간                    | 비고      |
| --------- | ---------------------------------- | ---------------------------- | --------- |
| JTBC      | 2021년 6월 1일 ~ 2021년 9월 14일   | 매주 화요일 밤 10:30 ~ 12:30 | 독립 편성 |
| JTBC      | 2021년 9월 24일 ~ 2021년 11월 12일 | 매주 금요일 밤 11:00 ~ 1:00  | 독립 편성 |
| JTBC      | 2021년 11월 19일 ~ 2022년 1월 28일 | 매주 금요일 밤 10:30 ~ 12:30 | 독립 편성 |
| JTBC      | 2021년 12월 25일                   | 매주 토요일 저녁 6:50 ~ 8:40 | 독립 편성 |

## 출연진
| 역대 | 출연진 | 진행 기간                         | 회차        | 비고                     |
| ---- | ------ | --------------------------------- | ----------- | ------------------------ |
| 1대  | 붐     | 2021년 6월 1일 ~ 2021년 10월 1일  | 1회 ~ 18회  | 해방타운 제 1대 관리소장 |
| 2대  | 김신영 | 2021년 10월 8일 ~ 2022년 1월 28일 | 19회 ~ 34회 | 해방타운 제 2대 관리소장 |

### 현재 VCR 출연진
| 기호 | 출연진 | 방송 기간                           | 회차        | 비고                                      |
| ---- | ------ | ----------------------------------- | ----------- | ----------------------------------------- |
| 1호  | 장윤정 | 2021년 6월 1일 ~ 2021년 6월 8일     | 1회 ~ 2회   |                                           |
| 1호  | 장윤정 | 2021년 6월 22일 ~ 2021년 7월 13일   | 4회 ~ 7회   |                                           |
| 1호  | 장윤정 | 2021년 7월 27일 ~ 2021년 8월 3일    | 9회 ~ 10회  |                                           |
| 1호  | 장윤정 | 2021년 8월 31일                     | 14회        |                                           |
| 1호  | 장윤정 | 2021년 10월 22일 ~ 2021년 10월 29일 | 21회 ~ 22회 |                                           |
| 1호  | 장윤정 | 2021년 11월 19일                    | 25회        |                                           |
| 1호  | 장윤정 | 2021년 12월 17일 ~ 2021년 12월 25일 | 29회 ~ 30회 |                                           |
| 1호  | 장윤정 | 2022년 1월 21일                     | 33회        |                                           |
| 2호  | 윤혜진 | 2021년 6월 1일 ~ 2021년 6월 8일     | 1회 ~ 2회   |                                           |
| 2호  | 윤혜진 | 2021년 6월 22일 ~ 2021년 6월 29일   | 4회 ~ 5회   |                                           |
| 2호  | 윤혜진 | 2021년 7월 13일 ~ 2021년 8월 3일    | 7회 ~ 10회  |                                           |
| 2호  | 윤혜진 | 2021년 8월 17일                     | 12회        |                                           |
| 2호  | 윤혜진 | 2021년 9월 14일                     | 16회        |                                           |
| 2호  | 윤혜진 | 2021년 10월 8일 ~ 2021년 10월 29일  | 19회 ~ 22회 |                                           |
| 2호  | 윤혜진 | 2021년 11월 12일                    | 24회        |                                           |
| 2호  | 윤혜진 | 2021년 12월 25일 ~ 2022년 1월 14일  | 30회 ~ 32회 |                                           |
| 3호  | 허재   | 2021년 6월 1일 ~ 2021년 6월 15일    | 1회 ~ 3회   |                                           |
| 3호  | 허재   | 2021년 6월 29일 ~ 2021년 8월 3일    | 5회 ~ 10회  |                                           |
| 3호  | 허재   | 2021년 8월 24일 ~ 2021년 8월 31일   | 13회 ~ 14회 |                                           |
| 3호  | 허재   | 2021년 10월 1일                     | 16회        |                                           |
| 3호  | 허재   | 2021년 10월 22일 ~ 2021년 11월 5일  | 21회 ~ 22회 |                                           |
| 3호  | 허재   | 2021년 11월 26일                    | 26회        |                                           |
| 3호  | 허재   | 2021년 12월 17일                    | 29회        |                                           |
| 3호  | 허재   | 2022년 1월 7일                      | 31회        |                                           |
| 3호  | 허재   | 2022년 1월 28일                     | 34회        |                                           |
| 4호  | 이종혁 | 2021년 6월 1일 ~ 2021년 6월 22일    | 1회 ~ 4회   | 드라마 촬영으로 11회부터 잠정하차 후 복귀 |
| 4호  | 이종혁 | 2021년 7월 6일 ~ 2021년 7월 27일    | 6회 ~ 9회   | 드라마 촬영으로 11회부터 잠정하차 후 복귀 |
| 4호  | 이종혁 | 2021년 10월 1일                     | 18회        | 드라마 촬영으로 11회부터 잠정하차 후 복귀 |
| 4호  | 이종혁 | 2021년 10월 22일 ~ 2021년 10월 29일 | 21회 ~ 22회 | 드라마 촬영으로 11회부터 잠정하차 후 복귀 |
| 4호  | 이종혁 | 2021년 11월 12일                    | 24회        | 드라마 촬영으로 11회부터 잠정하차 후 복귀 |
| 4호  | 이종혁 | 2021년 12월 3일                     | 27회        | 드라마 촬영으로 11회부터 잠정하차 후 복귀 |
| 4호  | 이종혁 | 2022년 1월 14일 ~ 2022년 1월 21일   | 32회 ~ 33회 | 드라마 촬영으로 11회부터 잠정하차 후 복귀 |
| 5호  | 백지영 | 2021년 8월 10일 ~ 2021년 8월 17일   | 11회 ~ 12회 |                                           |
| 5호  | 백지영 | 2021년 9월 7일                      | 15회        |                                           |
| 5호  | 백지영 | 2021년 10월 1일 ~ 2021년 10월 8일   | 18회 ~ 19회 |                                           |
| 5호  | 백지영 | 2021년 11월 5일                     | 23회        |                                           |
| 5호  | 백지영 | 2021년 11월 26일                    | 26회        |                                           |
| 5호  | 백지영 | 2021년 12월 25일                    | 30회        |                                           |
| 5호  | 백지영 | 2022년 1월 28일                     | 34회        |                                           |
| 11호 | 신지수 | 2021년 12월 3일 ~ 2021년 12월 10일  | 27회 ~ 28회 |                                           |
| 11호 | 신지수 | 2021년 12월 25일                    | 30회        |                                           |
| 11호 | 신지수 | 2022년 1월 14일                     | 32회        |                                           |

### 이전 VCR 출연진
| 기호 | 출연진 | 방송 기간                          | 회차        | 비고 |
| ---- | ------ | ---------------------------------- | ----------- | ---- |
| 6호  | 김산호 | 2021년 8월 10일 ~ 2021년 8월 17일  | 11회 ~ 12회 |      |
| 7호  | 유선   | 2021년 8월 24일 ~ 2021년 8월 31일  | 13회 ~ 14회 |      |
| 9호  | 이혜정 | 2021년 9월 24일 ~ 2021년 10월 1일  | 17회 ~ 18회 |      |
| 10호 | 박준형 | 2021년 10월 8일 ~ 2021년 10월 15일 | 19회 ~ 20회 |      |
| 8호  | 최영재 | 2021년 9월 7일 ~ 2021년 9월 24일   | 15회 ~ 17회 |      |
| 8호  | 최영재 | 2021년 10월 22일 ~ 2021년 11월 5일 | 21회 ~ 23회 |      |
| 8호  | 최영재 | 2021년 11월 19일                   | 25회        |      |
| 8호  | 최영재 | 2021년 12월 10일                   | 28회        |      |

## 에피소드 목록

### 2021년
| 회차 | 방영 날짜        | 출연진                                   | 게스트                 | 비고                                                |
| ---- | ---------------- | ---------------------------------------- | ---------------------- | --------------------------------------------------- |
| 1    | 2021년 6월 1일   | 장윤정, 윤혜진, 허재, 이종혁             |                        | 장윤정, 윤혜진, 허재, 이종혁 출연 개시              |
| 2    | 2021년 6월 8일   | 장윤정, 윤혜진, 허재, 이종혁             |                        |                                                     |
| 3    | 2021년 6월 15일  | 허재, 이종혁                             | 허웅, 허훈, 홍서범     |                                                     |
| 4    | 2021년 6월 22일  | 윤혜진, 이종혁, 장윤정                   |                        |                                                     |
| 5    | 2021년 6월 29일  | 허재, 윤혜진, 장윤정                     |                        |                                                     |
| 6    | 2021년 7월 6일   | 장윤정, 이종혁, 허재                     | 이특                   |                                                     |
| 7    | 2021년 7월 13일  | 장윤정 & 윤혜진, 허재, 이종혁            | 허웅                   |                                                     |
| 8    | 2021년 7월 20일  | 이종혁, 윤혜진, 허재                     | 지석진, 윤박           |                                                     |
| 9    | 2021년 7월 27일  | 허재 & 이종혁, 윤혜진, 장윤정            | 김리회                 |                                                     |
| 10   | 2021년 8월 3일   | 장윤정, 허재, 윤혜진                     | 홍성흔, 김병현         | 이종혁 잠정 출연 종료                               |
| 11   | 2021년 8월 10일  | 백지영, 김산호                           |                        | 백지영, 김산호 출연 개시                            |
| 12   | 2021년 8월 17일  | 백지영, 김산호, 윤혜진                   |                        | 김산호 출연종료                                     |
| 13   | 2021년 8월 24일  | 허재, 유선                               | 허훈                   | 유선 출연 개시                                      |
| 14   | 2021년 8월 31일  | 허재, 유선, 장윤정                       | 허웅, 유미             | 유선 출연 종료                                      |
| 15   | 2021년 9월 7일   | 최영재, 백지영                           |                        | 최영재 출연 개시                                    |
| 16   | 2021년 9월 14일  | 최영재, 윤혜진, 허재                     | 이진봉, 김현동, 김성용 |                                                     |
| 17   | 2021년 9월 24일  | 최영재, 이혜정                           | 이진봉, 김현동, 김영옥 | 이혜정 출연 개시                                    |
| 18   | 2021년 10월 1일  | 허재 & 이종혁, 백지영, 이혜정            | 홍윤화                 | 이종혁 재출연 개시 붐 MC 출연 종료 이혜정 출연 종료 |
| 19   | 2021년 10월 8일  | 박준형, 백지영 & 윤혜진                  | 슬리피                 | 박준형 출연 개시 김신영 MC 출연 개시                |
| 20   | 2021년 10월 15일 | 박준형, 윤혜진                           | 강남                   | 박준형 출연 종료                                    |
| 21   | 2021년 10월 22일 | 장윤정 & 윤혜진 & 허재 & 이종혁 & 최영재 | 전태풍, 하승진         | 이종혁 재출연 개시                                  |
| 22   | 2021년 10월 29일 | 장윤정 & 윤혜진 & 허재 & 이종혁 & 최영재 |                        |                                                     |
| 23   | 2021년 11월 5일  | 허재 & 최영재, 백지영                    |                        |                                                     |
| 24   | 2021년 11월 12일 | 이종혁, 윤혜진                           | 이준수 (이종혁 아들)   |                                                     |
| 25   | 2021년 11월 19일 | 장윤정, 최영재                           | 홍현희, 이진봉         |                                                     |
| 26   | 2021년 11월 26일 | 허재, 백지영                             | 하승진, 전태풍         |                                                     |
| 27   | 2021년 12월 3일  | 신지수, 이종혁                           | 우현, 안내상           | 신지수 출연 개시                                    |
| 28   | 2021년 12월 10일 | 신지수, 최영재                           | 정가은, 황인영, 진종오 | 최영재 출연 종료                                    |
| 29   | 2021년 12월 17일 | 장윤정, 허재                             | 도경완                 |                                                     |
| 30   | 2021년 12월 25일 | 장윤정 & 윤혜진 & 백지영 & 신지수        |                        |                                                     |

### 2022년
| 회차 | 방영 날짜       | 출연진                  | 게스트             | 비고 |
| ---- | --------------- | ----------------------- | ------------------ | ---- |
| 31   | 2022년 1월 7일  | 허재, 윤혜진            | 배윤정             |      |
| 32   | 2022년 1월 14일 | 이종혁, 윤혜진 & 신지수 |                    |      |
| 33   | 2022년 1월 21일 | 이종혁, 장윤정          | MJ, 추혁진, 옥진욱 |      |
| 34   | 2022년 1월 28일 | 허재, 백지영            | 그렉               |      |

## 결방 사유 및 편성 변경
2021년
- 12월 24일 : 설강화 : snowdrop 3회 편성 관계로 결방.
- 12월 25일 : 크리스마스 특집 저녁 6시 50분 편성.
- 12월 31일 : 싱어게인2 재방송 편성으로 인한 결방.

## 같이 보기
- 기혼